# Carlo Porta
Carlo Porta (Milán, 15 de junio de 1775-5 de enero de 1821) fue el poeta italiano que escribió en dialecto milanés.

## Biografía
Hijo de Giuseppe e Violante Gottieri, estudió con los jesuitas en Monza hasta 1792 y luego en el Seminario de Milán. En 1796 la llegada de los franceses hizo que su padre perdiera el empleo y a Carlo se le encontró trabajo en Venecia, donde vivía un hermano y donde permaneció hasta el 1799.
Desde 1804 y hasta su muerte, Porta tuvo un trabajo de empleado estatal que mantuvo bajo el régimen francés y luego con los austriacos. En 1806 se casó con Vincenza Prevosti.

## Obras
Aunque es probable que su producción poética comenzara en 1792, hasta 1810 pocos trabajos fueron publicados. En 1804-1805 trabajó en una traducción milanesa de la Divina Comedia, de la cual completó sólo algunos cantos y que es la última de sus obras menores.
En 1810, en cambio, si bien de forma anónima, se publica el Brindisi de Meneghin all'Ostaria escrito para el matrimonio de Napoleón I con María Luisa de Austria. En el Brindisi Porta desea, sobre cualquier otra cosa, un buen gobierno para  Milán y la Lombardía. La gran temporada de la poesía portiana solamente comenzaría en 1812 con las Desgracias de Giovannin Bongee. Desde este momento y hasta su muerte la producción fue constante y de altísima calidad.
Sus obras se pueden dividir en tres clases: el primero contra las supersticiones y la hipocresía religiosa de su tiempo, el segundo descriptivo de vivísimas figuras de milaneses populares, el tercero es propia y restrictivamente político.
Del primero forman parte, entre otras: Fraa Zenever (1813), On Miracol (1813), Fraa Diodatt (1814), La mia povera nonna la gh'aveva (1810).
Del segundo pertenecen aquellas que son, probablemente, las obras más grandes de Porta: después de la ya citada Desgrazzi de Giovannin Bongee(1812), siguen Olter desgrazzi de Giovannin Bongee (1814), El lament del Marchionn di gamb'avert (1816) y aquel que muchos críticos consideran como su obra maestra La Ninetta del Verzee (1815).
A los escritos de la tercera pertenecen sobre todo los sonetos como Paracar che scappee de Lombardia (1814), E daj con sto chez-nous, ma sanguanon (1811), Marcanagg i politegh secca ball (1815), Quand vedessev on pubblegh funzionari (1812).
Entre las poesías que no pertenecen a las clases mencionadas recordamos a los sonetos en defensa de la elección milanesa o en defensa de Milán. Celebérrimos son I paroll d'on lenguagg, car sur Gorell (1812) en defensa de los dialectos y El sarà vera fors quell ch'el dis lu (1817) en defensa de Milán.
Entre las poesías que se caracterizan por su humor se recuerdan: Dormiven dò tosann tutt dò attaccaa (1810) y la brevísima Epitaffi per on can d'ona sciora marchesa (1810).
La restauración Austriaca del 1815 desilusionó profundamente a Carlo que había deseado la independencia de Lombardía.
Ciertamente no añoró la ocupación francesa, como es claramente expresado en muchos sonetos de Paracar che scappee de Lombardia:

de podè nanca vess indifferent
sulla scerna del boja che ne scanna.

En la poesía de sus últimos años se acentúan los caracteres antinobiliarias contra la clase que inesperadamente había regresado a dominar. Testimonios de esta fase al estilo de Giuseppe Parini son La nómina del Cappellan (1819), Offerta a Dio (1820) y Meneghin biroeu di ex monegh (1820). 
En 1816 Porta se había adherido al, apenas surgido, movimiento romántico (Sonettin col covon).

## Muerte
Con solo cuarenta y cinco años y en la plenitud de su fama, Porta murió en Milán el 5 de enero de 1821 a causa de un ataque de gota. Fue sepultado en la iglesia de San Gregorio a las afueras del Portal Oriental, pero su tumba se perdió.
A su memoria su amigo Tommaso Grossi compuso en milanés la poesía In morte di Carlo Porta.